# Notoryctes typhlops
Notoryctes typhlops (tên tiếng Anh: "southern marsupial mole" - chuột chũi túi miền nam) là một loài thú có túi bề ngoài giống chuột chũi sinh sống ở miền hoang mạc trung-tây Úc. Nó thích nghi với lối sống đào hang, với chi trước lớn, giống xẻng và bộ lông mượt, giúp nó di chuyển dễ dàng. Loài này thiếu một cặp mắt hoàn thiện do chúng ít cần mắt. Chúng ăn giun đất và ấu trung.